# Ta' Kaċċatura

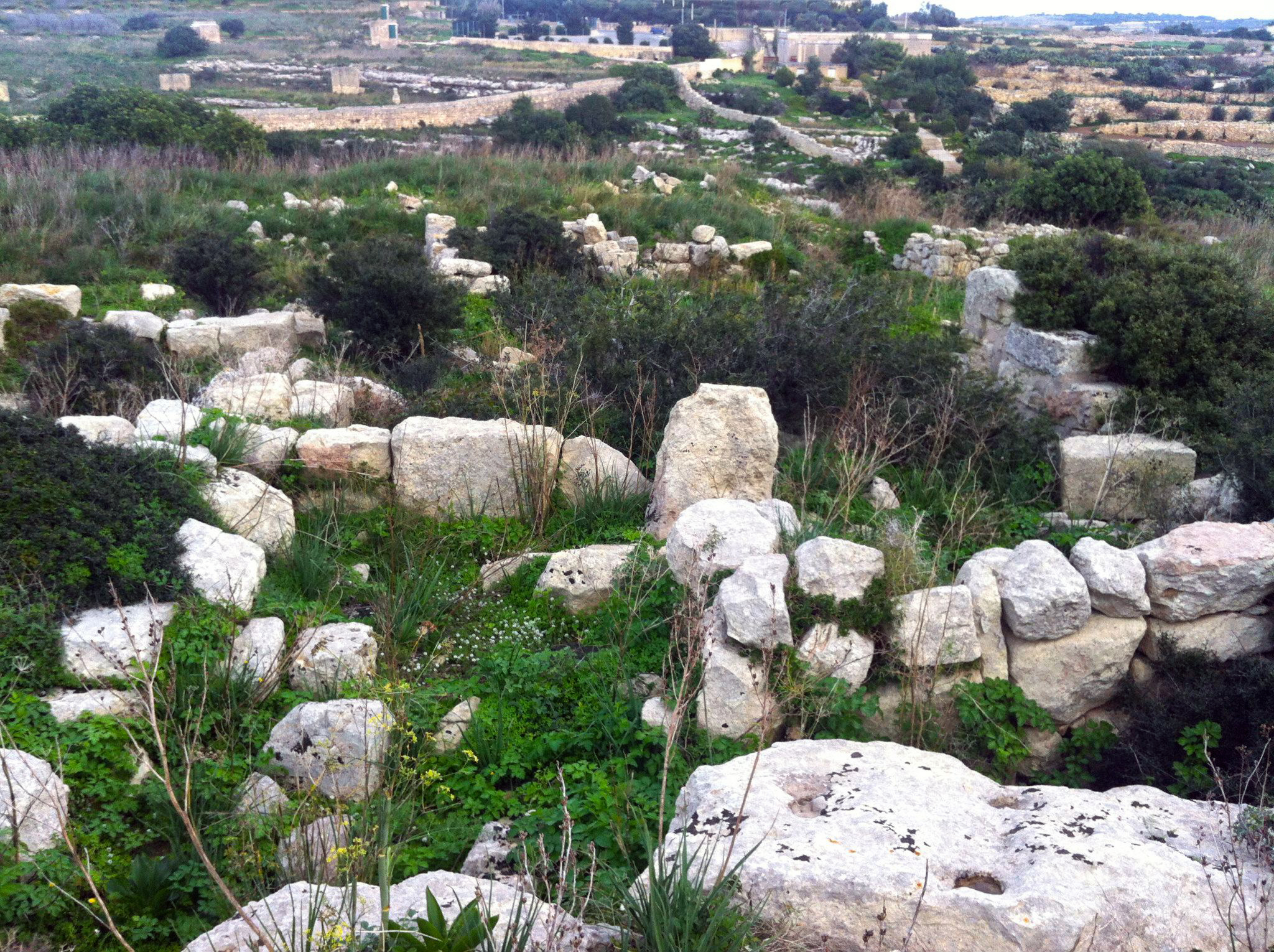

Ta’ Kaċċatura – kompleks archeologiczny na obrzeżach Birżebbuġa, na południu Malty. Obejmuje wiejską willę rzymską i kilka podziemnych cystern.

## Opis
Pozostałości starożytnych budowli znajdują się na długim, płaskim grzbiecie otoczonym dwiema dolinami: Wied Dalam na północnym wschodzie i Wied Żembaq na południowym zachodzie. Na końcu tego samego grzbietu dwie doliny dochodzą do morza, do Zatoki św. Jerzego. Tam też na wzgórzu znajduje się prehistoryczne Borġ in-Nadur. Po drugiej stronie Wied Dalam leży Għar Dalam i znajdujące się tam muzeum.
W kwietniu 1881 r. Stała Komisja Archeologiczna wezwała do wykopalisk w Ta’ Kaċċatura i Mnajdra. Komisja doradziła rządowi maltańskiemu zakup terenu od jego najemcy. Tak się też stało: ziemia została zakupiona przez rząd maltański „w celach archeologicznych” na podstawie umowy z 12 grudnia 1881 r. Ta’ Kaċċatura to jedno z najwcześniejszych stanowisk archeologicznych na Malcie, które zostało zakupione przez władze, aby zapewnić jego ochronę.

## Wykopaliska
Ta’ Kaċċatura została zakupiona w 1881 r., ale prace wykopaliskowe w ciągu następnych dwóch lat koncentrowały się na Borġ in-Nadur. Wzniesiono jedynie mur ochronny wokół największej cysterny willi, ukończony do 18 listopada 1882 r. Do końca XIX w. nie prowadzono niemal żadnych prac. Badania wznowiono dopiero w 1915 roku pod kierownictwem Thomasa Ashby’ego i Temi Żammita. Opisy Ashby’ego pozostają głównymi źródłami informacji o wiejskiej willi. Była ona mniejsza niż większość podobnych obiektów, takich jak San Pawl Milqi i Żejtun. Jest to jedno z najmniej poznanych zabytków rzymskich na wyspie. Wydaje się, że willa została zbudowana we wczesnym okresie rzymskim, jednak pozostałości innych budynków wykorzystują technikę opus africanum, która jest związana z budowlami fenickimi i punickimi odnalezionymi w Kartaginie i Motji Jest to również jedyna rzymska willa wiejska na wyspie z dostępną dużą wykutą w skale cysterną. Na terenie willi odnaleziono również części sprzętu do produkcji oliwy z oliwek, świadczące o powiązaniach tego miejsca z jedną z najważniejszych gałęzi gospodarki na rzymskiej Malcie.
Wydaje się, że willa została zbudowana i była zamieszkiwana w okresie punickim i rzymskim. Główne pomieszczenia budynku zbudowane są wokół kwadratowego dziedzińca z perystylem. Otaczały go karbowane filary wykute w wapieniu koralowym. Być może istniało wyższe piętro, gdyż zachowały się ślady klatki schodowej prowadzącej z dziedzińca. Ashby odnalazł dowody istnienia co najmniej dziesięciu stopni, z których każdy wznosił się na wysokość dziewięciu cali.

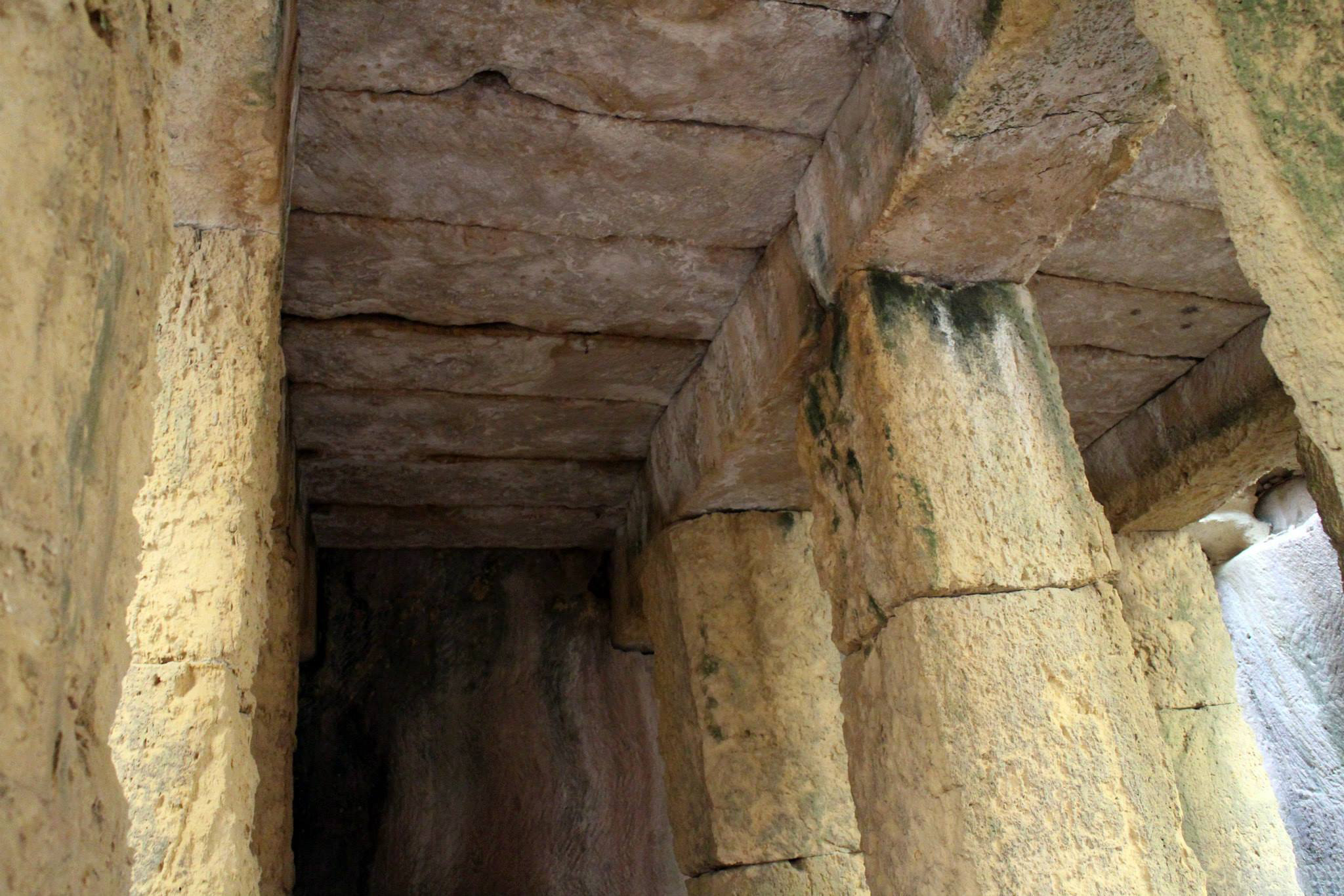
Fragment cysterny

Pod centralnym dziedzińcem znajduje się kwadratowa cysterna nakryta płaskim sklepieniem. Został ona wykonana z surowych kamieni i osadzona w zaprawie. Niestety, ten element wyposażenia willi uległ zniszczeniu w czasie wykopalisk na początku drugiej dekady XX wieku. Ta cysterna zdaje się być połączona z inną, prawdopodobnie wcześniejszą cysterną w kształcie dzwonu.
Najciekawsza i największa cysterna na wodę znajduje się nieco powyżej willi. Ma wymiary około dziesięciu na dziesięć metrów i głębokość czterech metrów. Dach wsparty jest na dwunastu dużych kwadratowych filarach. Jest to jedna z najbardziej imponujących budowli z okresu punicko-rzymskiego, które przetrwały na Malcie.
Wokół cysterny istnieje ochronny mur graniczny, który został uwzględniony na mapach geodezyjnych tego obszaru z początku XX wieku. Przypuszczalnie powstał on po wywłaszczeniu terenu w 1881 r. Wzniesienie muru było jednym z najwcześniejszych środków ochronnych podjętych w celu zabezpieczenia stanowiska archeologicznego na Malcie. Odrestaurowany kilka lat wcześniej obiekt również doznał znacznych zniszczeń w czasie II wojny światowej.
Na zachodnim krańcu willi znajdują się pozostałości pras, wykutych w skale kadzi, kanałów i koryt, co wyraźnie wskazuje, że obszar ten był głównym obszarem działalności rolniczej wokół willi. Nie podjęto żadnej próby sporządzenia mapy zasięgu terenu zarządzanego z tej willi. Ashby zasugerował, że „…naturalna droga dostępu do [willi] znajduje się po południowo-wschodniej stronie, idąc w górę doliny od zatoki Birżebbuġa”. Faktycznie po tej stronie kompleksu willi znaleziono pozostałości rozbudowanego wejścia.

## Dostęp i renowacja
Pierwotny dostęp do tego miejsca znajdował się z dna doliny. Najdogodniejszą drogą dojazdową w XIX wieku była wąska ścieżka, która pojawia się na mapach geodezyjnych z początku XX wieku. Ta ścieżka biegła prosto przez grań, od Wied Dalam, obok willi, a potem dalej do Wied Żembaq. Ścieżka następnie łączyła się z siecią wiejskich dróg prowadzących do Birżebbuġa, Ħal Għaxaq i Gudja. Teren wywłaszczony w 1881 r. przylegał do ścieżki i intencją państwa było również zapewnienie publicznego dostępu do tego terenu. Ponieważ w Wied Dalam powstała instalacja do magazynowania paliw, północny kraniec ścieżki został przez nią zablokowany. Brak również dostępu do ścieżki od południa. Aby dziś dotrzeć do miejsca, gdzie znajdują się obiekty zabytkowe, trzeba przejść przez teren prywatny. Nierzadkie są konflikty między osobami odwiedzającymi stanowisko a właścicielami posesji i prywatnej drogi.
Rzymska willa Ta 'Kaċċatura została wpisana na listę ryzyka ICOMOS ze współczynnikiem ryzyka na poziomie 4, a miejsce opisano jako noszące „poważne oznaki ryzyka”, chociaż ich usunięcie oceniono jako nadal możliwe. W 2018 roku Heritage Malta naprawiło mur graniczny wokół cysterny. W 2019 roku ogłoszono projekt mający na celu poprawę dostępności między Għar Dalam, Ta’ Kaċċatura, Borġ in-Nadur i innymi pobliskimi miejscami. Prace obejmują stworzenie pełnego cyfrowego modelu rzymskiej willi Ta’ Kaċċatura i pobliskich miejsc, archeologiczne oczyszczenie stanowiska oraz dalsze badania archeologiczne na wybranych obszarach w obrębie stanowiska i wokół niego.